# Nagrada „Jelena Balšić“
Nagrada „Jelena Balšić“ je književna nagrada koja se od 2007. godine dodeljuje najzaslužnijim knjiženicima. Pokrovitelj nagrade je Mitropolija crnogorsko-primorska, nagrada se dodeljuje u čast ktitorke Manastira Beška i pesnikinje, Jelene Balšić.

## Dobitnici nagrade
- Slobodan Rakitić 2013.
- Dragan Lakićević 2015.[2]
- Miroslav Maksimović 2017.
- Rajko Petrov Nogo 2019.[3]